# 동물 반란

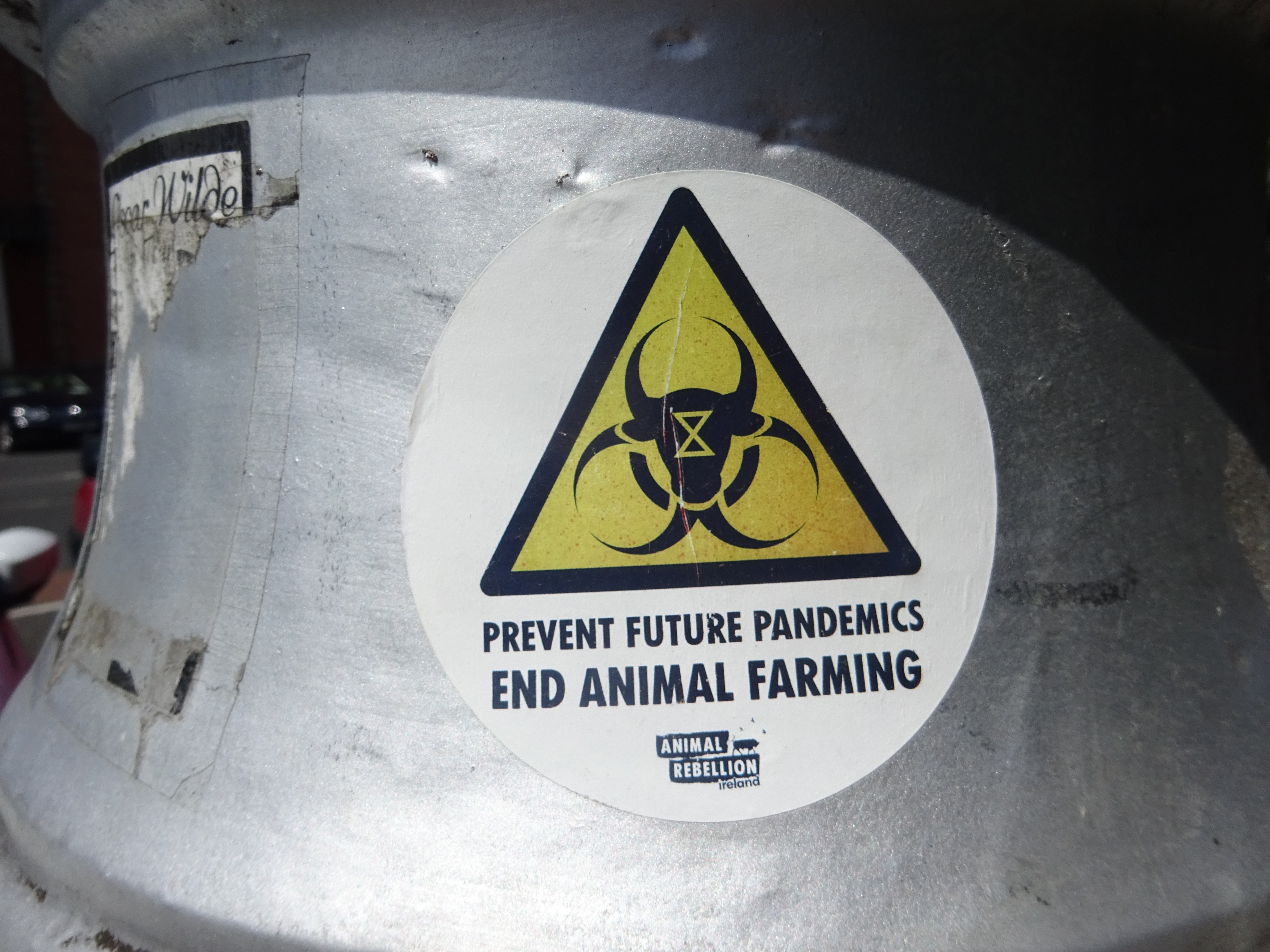
가축 전염병을 나타내는 동물 반란 스티커, 아일랜드

동물 반란은 동물과 기후 정의 운동인데식물 위주의 음식 체제를 향한 정부 행동을 촉구하는 명시된 목표를 가지고 있다. 그런 체제의 도입을 위한 그들의 정당성은 기후변화, 멸종 그리고 생태계 파괴에 대한 축산업의 영향이다. 그것은 약 백 명의 설립자들을 가지고 있고 2019년 6월에 런던에서 설립되었는데 선더랜드 대학의 대니얼 키드비, 도라 하르지타이, 그리고 알렉스 록우드를 포함한 12명의 사람들에 의해서 말이다.
동물 반란은 시민 불복종 방식을 사용하는데 그것은 그것의 회원이 연행되는 결과로 이어져왔다. 이것들은 그래피티, 재산 파괴, 음식 유통을 막는 것과 방해하는 것, 축산업 기반시설 위로 걸어다니는 것, 그리고 거리를 막는 것을 포함한다. 그 운동단체는 그것의 누리집에 다음과 같이 적어놨는데 그것은 비폭력을 추구하고 개인이 아닌 체제에 대해 그것의 행동을 집중한다는 것이다.

## 투쟁

### 2019
2019년 10월 7일부터 10월 19일까지, 동물 반란은 런던과 베를린에서 일련의 시민 불복종을 조직했는데, 멸종 반란 투쟁과 함께 말이다. 동물 반란은 다음의 장소들에서 투쟁했는데 그것은 영국 환경식품농무부 앞 그리고 독일 식품농무부, 최대의 영국 육류 시장인 스미스필드 육류 시장에서, 그리고 빌링즈게이트 어류 시장에서, 그리고 햄프셔 판버러의 도살장에서인데, 그것은 다음과 같은 이유로 36명 이상의 연행으로 이어졌고 그 이유는 교통 방해 그리고 "합법적 활동에 관련된 사람에 대한 제지 혹은 방해"였다. 도살장 투쟁은 다음의 것들을 강조하기 위한 것이었다고 그들은 주장했는데 그것들은 기후위기에서 축산업이 하는 역할뿐만 아니라, 동물 복지 문제 그리고 도살장 노동자의 근무환경이었다.

### 2020
2020년, 9월에 영국, 아일랜드 그리고 체코 공화국에서 동물 반란은 투쟁에 들어갔다. 런던에서, 그들은 트라팔가 광장 분수대를 훼손해서 그 물을 빨갛게 염색했는데, 두 명의 연행 그리고 의회가 그 물을 정화하는 비용 청구로 이어졌다. 10월에, 베를린(독일) 그리고 오클랜드(뉴질랜드)에서 동물 반란은 투쟁했다.

### 2021

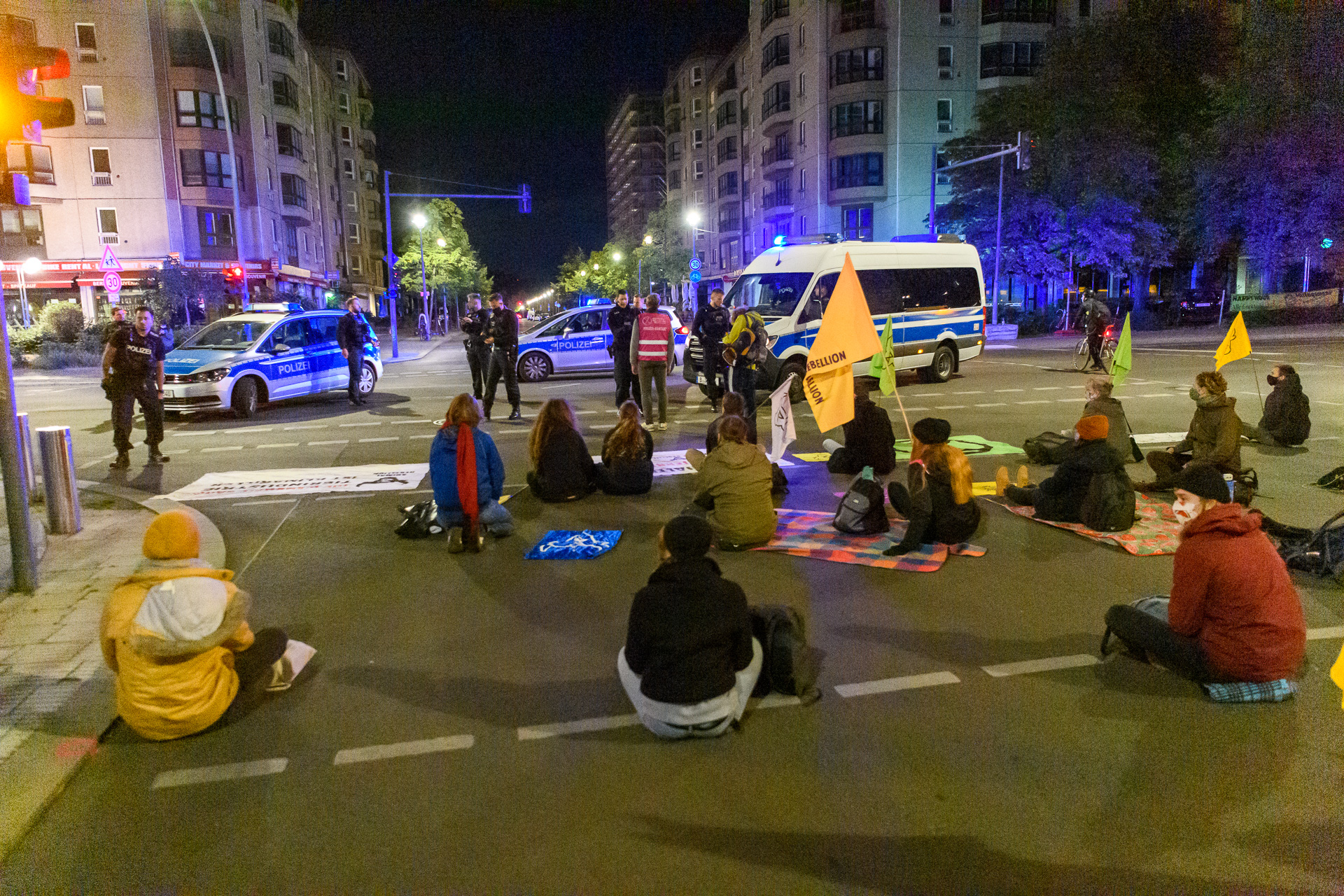
독일 베를린에서의 동물 반란 투쟁

2021년 2월에 이스라엘 페타 티크바에 있는 트누바 유제품 물류 센터의 입구를 동물 반란 활동가들이 막았다. 비슷하게, 2021년 5월에 네 곳의 맥도날드 영국 물류 센터의 입구를 동물 반란이 막았는데, 그 패스트푸드 연쇄점이 2025년까지 완전히 채식 기반으로 바꾸도록 요구하면서 말이다. 다른 사람들이 지속가능한 고기라고 부르는 것은 기후위기를 완화하는데 불충분하다고 동물 반란 대변인은 말했다. 2021년 7월에, 스컨소프에 있는 '오에스아이 식품 산업'으로의 입구를 그 단체가 막았다. 그 공장이 "맥도날드의 버거를 만드는 유일한 영국 공장"이라고 그들은 틀리게 주장했다. 이것은 다음의 사실과 일치하지 않는데 그것은 스코틀랜드와 북아일랜드에 대한 각각의 지역 유통으로 영국 전역의 다수의 공장에서 맥도날드 버거가 만들어진다는 것이다. 5월의 투쟁처럼, 2025년까지 그 연쇄점이 그들의 메뉴를 완전히 채식 기반 음식으로 바꾸도록 그들은 요구했다. 2021년 8월 28일에, 런던 스미스필드 시장에서의 '비글 농성장'과 함께 그들은 투쟁을 조직했다. 그 한달 동안에 레스터 광장에서 '맥도날드 매장 앉아있기 행동'을 그들은 또한 벌였고, 그들은 버킹엄 궁전 앞 분수대를 빨갛게 만들어 훼손했고 그리고 그들은 에일즈베리에 있는 알라 식품의 가장 큰 영국 유제품 가공 공장의 트럭을 막았다. 2021년 10월에, 내무부 건물에 활동가들이 올라갔다.

### 2022
2022년 6월 2일에, 군기분열식 행진을 활동가들이 방해했는데, '더 맬' 도로에 뛰어들고 행진 대열 앞에 몸을 던져서 말이다. 이틀 후에, 여섯 명의 여성 활동가들이 엡솜 더비 말 경주로에 그것의 시작 전에 뛰어들었다. 그 행동은 에밀리 데이비슨의 유명한 투쟁의 연례 기념식으로 이루어졌는데 그것은 109년 전에 같은 말 경주에서 있었다. 두 경우 모두, 활동가들이 경찰에 의해 끌려나왔고 연행되었다.
2022년 8월 8일에 활동가들이 동물학대방지 왕립학회에 진입했고 본청을 점거했다. 그들은 건물을 떠나기를 거부했는데, 앞문을 막고 즉석 수련회를 열면서 그러했고 동물학대방지 왕립학회가 완전히 채식에 기반한 음식 체계로의 변화에 대한 그것의 지지를 선언하는데 동의할 때까지 말이다.
2022년 6월에, 한 무리의 활동가들이 런던의 해러즈[백화점] 그리고 다른 상점에 진입했다. 그들은 많은 우유곽을 가져가서 상점에 그것들을 부었다.
2022년 9월 초에, 동물 반란은 그것이 9월 동안에 유제품 유통을 방해할 것이라고 선언했다. 9월 3일에, 네 개의 도시의 수퍼마켓에서 우유에의 접근을 활동가들이 차단했다. 9월 4일에, 네 곳의 뮐러 그리고 알라 유통 센터에서 원유 공급을 활동가들이 차단했다.